# Dynpro
Dynpro est une technique développée par SAP dans le cadre de son progiciel de gestion intégré SAP R/3 et est une des principales technologies d'interaction entre utilisateur et système R/3.
Dynpro est l'abréviation de DYNamisches PROgramm (programme dynamique). Une dynpro se compose d´une définition d'écran et de modules. 

## Technique
L'écran définit la position et l'agencement des éléments d´interface graphique de base tels que des cases à cocher, zones de texte, boutons radio, cadres ...). De plus une Dynpro peut contenir d´autres Dynpros à l´aide de conteneurs.
Les modules contiennent les processus de commandes de l'écran. Il existe principalement deux types de modules :
- PBO (process before output) : processus avant l´affichage
- PAI (process after input) : processus après la saisie

## Évolutions
Afin de compléter la technologie dynpro avec des techniques web, la SAP AG a développé ces dernières années les techniques suivantes :
- Business Server Pages (BSP), technique basée sur le patron de conception MVC ;
- Web Dynpro, technique développée dans le cadre de la stratégie Netweaver.